# NGC 4191
NGC 4191 (другие обозначения — UGC 7233, MCG 1-31-26, ZWG 41.49, VCC 94, PGC 39034) — линзообразная галактика (S0) в созвездии Дева.
Этот объект входит в число перечисленных в оригинальной редакции «Нового общего каталога».
В галактике имеются два звёздных компонента, которые вращаются в противоположных направлениях.